# Ekspertmotorløb på Næstved speedway
|  | Denne artikel er oprettet af botten Steenthbot ud fra en ekstern database. Den kan derfor have sproglige fejl eller mangler. Denne skabelon kan fjernes efter kontrol af indholdet. |

Ekspertmotorløb på Næstved speedway er en dansk dokumentarisk optagelse fra 1951.
Dele af filmen indgår i ugerevyen Politikens filmjournal 096.

## Handling
Den 17. juni 1951 afholdes et ekspertmotorløb på Næstved Atletikstadion. Tilskuerbænkene er fyldte til speedwayløbet.